# Moje bube
A Moje bube (magyar fordításban: Bogaraim) a Suncokret együttes egyetlen nagylemeze, mely 1977-ben jelent meg az RTV Ljubljana kiadásában, kinyitható borítóval. Katalógusszáma: LD 0363.

## Az album dalai

### A oldal
1. Moj Kara Mustafa (2:05)
2. Ni sam ne znam kada (4:12)
3. Moje bube (3:51)
4. Moje tuge (2:19)
5. Moj đerdane (3:00)
6. Moj vuk i moja krava (1:29)

### B oldal
1. Pošalji mi moje pismo (2:33)
2. Slučaj moj raskopčanog jeleka	(3:17)
3. Moj oglas (4:43)
4. Moja uspavanka (4:26)
5. Moj prvi snijeg (4:17)

## Külső hivatkozások
- http://rateyourmusic.com/release/album/suncokret/moje_bube/